# Médouneu
Médouneu – miasto w Gabonie w prowincji Woleu-Ntem. Miasto liczyło według spisu z 1993 roku 1400 mieszkańców, według szacunków na 2008 rok liczy ok. 2380 mieszkańców.